# 吉田千晃
吉田 千晃（よしだ ちあき、1979年11月24日 - ）は、愛媛県松山市出身のタレント、元レースクイーン。

## 人物
- 身長…168cm
- 体重…47kg
- スリーサイズ…B:86cm、W:58cm、H:86cm。
- 血液型…A型
- 趣味…ゴルフ、水上オートバイ、歌うこと。
- 特技…配線、鏡文字を書く

### 7000 (ナオナオ)
2004年、元ミニスカポリスの七生奈央と共にユニット『7000 (ナオナオ)』を結成し、イベント出演やDVDリリース等幅広く活躍した。

## 作品

### CD
A-class
- SUPER EUROBEAT vol.133（2002年12月18日、avex trax）
  - 曲名『秘密のkiss ～in the name of love～』

### DVD
- Timing（コム・アライアンス）
- Need You（イーネット・フロンティア）
- サティスファクション（アストロシステムジャパン）
- S.W.A.T.（アポロ出版）
- Continue（バウハウス）
- 薫女～フェロモン～（OMATA）
- キノウ ミタ ユメ（日本メディアサプライ）
- With You（フォーサイド・ドットコム）
- 悶える体（ぶんか社）
- 吉田千晃（ビーエムドットスリー）
- Gorgeous（フォーサイド・ドットコム）

7000 (ナオナオ)
- 撫子（日本デジタルコミュニケーションズ・2004年9月）
- SPARKLING LOVE!!!（日本デジタルコミュニケーションズ・2005年8月）
- W感染 -infection file 003- （アタッカーズ・2005年12月）
- Cross Heat（フォーサイド・ドットコム・2006年3月）

## 出演

### レースクイーン
- 2001年：JGTC「無限×童夢プロジェクト TAKATAレースクイーン」
- 2003年：JGTC「R&D RACING SPORTS レーシングガールズ」
- 2004年：JGTC「F/K massimoサーキットレディ」
- 2005年：SUPER GT「G'zoxレディ」

### イメージガール
- 2003年：オートサロンイメージガール「A-class」（他のメンバーは、米山理恵子、石川加奈子、菅谷はつ乃）
- 2003年：「ジートレーディング」イメージガール
- 2004年：大阪近鉄バファローズ「レッドdeハッスル・ギャルズ」（他のメンバーは、安井まな美、木更綾）
- 2007年：日本ジェットスポーツ連盟「ジェットクイーン」

### テレビ
- 黒い太陽（テレビ朝日系「金曜ナイトドラマ」）
- クイズプレゼンバラエティー Qさま!!（テレビ朝日系）
- ガチンコ視聴率バトル（テレビ朝日）
- 草野☆キッド（テレビ朝日）
- ドスペ2「クイズ!ギョーカイ大百科」（テレビ朝日）
- SMAP×SMAP（フジテレビ系）
- ウタワラ（日本テレビ系）
- うちあげ（中部日本放送）
- ちちんぶいぶい（毎日放送）
- 誘惑のマーメイド（MONDO21）
- エンタの神様（日本テレビ、2006年4月29日）桜塚やっくんのネタのサクラとして

### 映画
- ナイン・ソウルズ（2003年）
- かべちょろ家守（2006年）
- パッチギ! LOVE&PEACE（2007年）

### 舞台
- 美しきものの伝説（2004年2月・シアターVアカサカ）
- 森の家（2004年8月・品川六行会ホール）
- ミライハウス～明日へのステップ～（2005年8月・品川六行会ホール）

### CM
- サントリー「BOSS」
- バドワイザー
- 桐灰化学「貼るカイロ」
- 大阪工業技術専門学校

### ラジオ番組
- オレたちXXXやってまーす（MBSラジオ、パートナーは植田佳奈）

## 書籍

### 写真集
- S.W.A.T.（アポロ出版）